# Bebelis elongata
Bebelis elongata är en skalbaggsart som först beskrevs av Auguste Lameere 1893.  Bebelis elongata ingår i släktet Bebelis och familjen långhorningar.
Artens utbredningsområde är Venezuela. Inga underarter finns listade.